# Vivant Denon
Dominique Vivant, barone Denon (Chalon-sur-Saône, 4 gennaio 1747 – Parigi, 27 aprile 1825) è stato uno scrittore, incisore, storico dell'arte, egittologo ed amministratore francese.
È considerato uno dei precursori della museologia e della storia dell'arte.

## Biografia

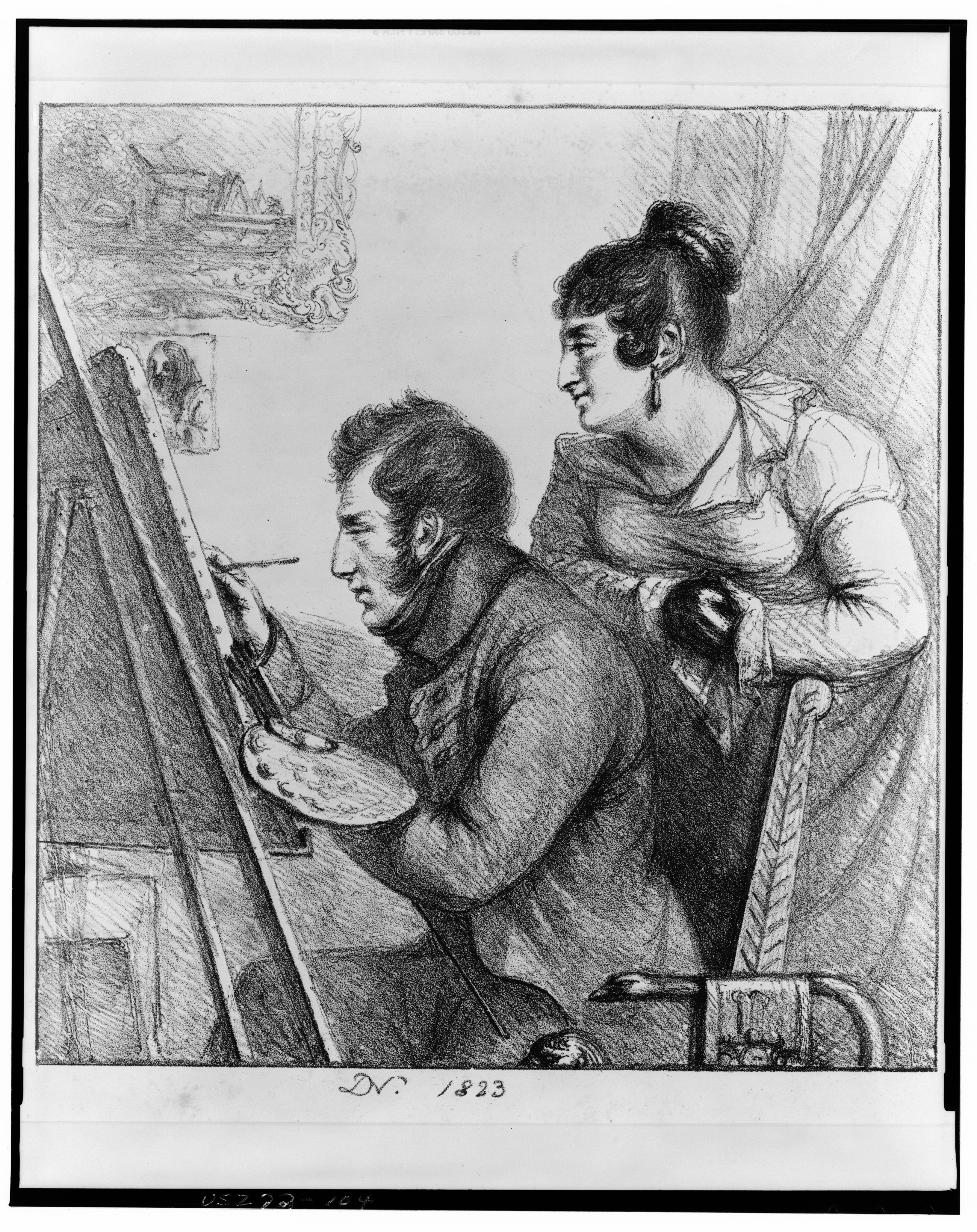
Vivant Denon in un autoritratto del 1823

Arrivato a Parigi, dove inizia senza terminarli studi in legge, scrive nel 1769 una commedia Julie o il buon padre, ma si fa soprattutto notare come ottimo conversatore. Luigi XV lo nomina, tra le altre cose, Segretario d'ambasciata a San Pietroburgo. Con l'avvento di Luigi XVI viene inviato dapprima in Svezia, poi in Svizzera nel 1775. Nel frattempo scrive un racconto libertino, Senza domani, che appare nel 1777.
Dal 1782 è a Napoli, presso la corte di Ferdinando IV di Borbone e Maria Carolina d'Asburgo-Lorena, dapprima come Segretario d'ambasciata e poi come incaricato d'affari. Assiste ai primi scavi archeologici di Pompei e rileva da questi importanti pezzi archeologici che trasferisce a Parigi. Attualmente sono conservati nel Padiglione Denon, del Louvre di cui è stato uno dei curatori dell'allestimento.
Durante il suo soggiorno, Denon si occupa di monumenti antichi e produce disegni e stampe. Le sue litografie di paesaggi e personaggi del tempo sono di grande valore testimoniale. Ritornato a Parigi nel 1787 è eletto membro dell'Accademia reale di pittura e scultura. Durante la Rivoluzione, si rifugia a Venezia. A Venezia Denon s'innamora, ricambiato, di Isabella Teotochi Albrizzi, da lui chiamata Bettine. La lunga relazione è documentata da più di trecento lettere che Denon scrisse a Isabella durante tutto l'arco della vita (lettere ritrovate nel Fondo Piancastelli della Biblioteca comunale di Forlì e pubblicate nel 1999). Denon torna a Parigi nel 1793, in pieno Terrore, per evitare la confisca dei propri beni.
Massone, Vivant Denon viene iniziato nella Loggia parigina "La Parfaite Réunion", del Grande Oriente di Francia, a Parigi.. 
Nell'opera Voyage en Sicile racconta e disegna i monumenti della Sicilia nel corso di un viaggio del Grand Tour. Molto vicino a Jacques-Louis David, costui gli propone i progetti di costumi repubblicani che ha appena disegnato. Lo stesso Robespierre gli propone di diventare incisore nazionale. In seguito accompagna Bonaparte nella Campagna d'Egitto, durante la quale redige il Viaggio nel Basso e Alto Egitto, pubblicato in due volumi nel 1802.

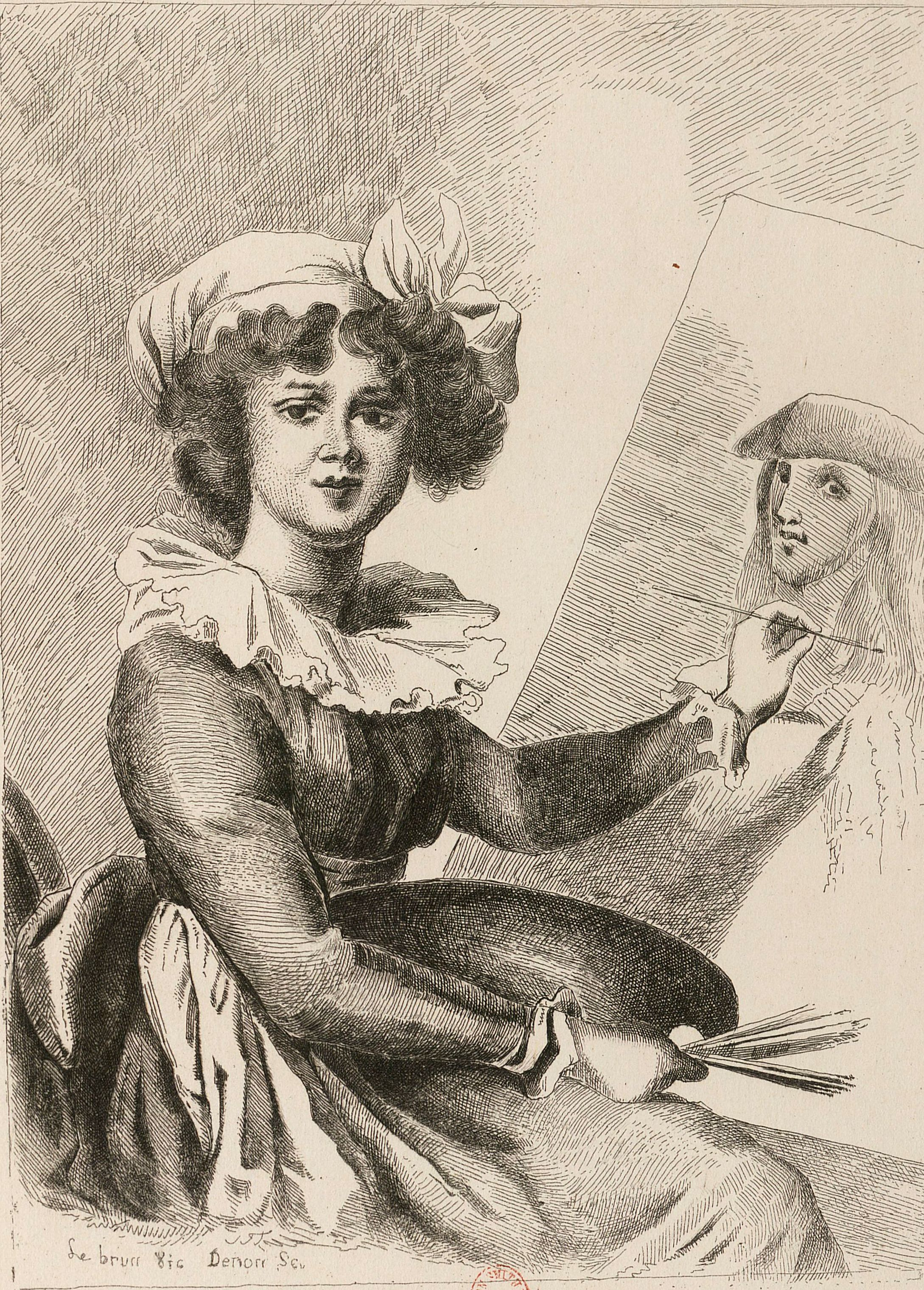
Vivant Denon: ritratto della pittrice Élisabeth Vigée Le Brun

Al suo ritorno il primo Console lo nomina direttore generale del museo centrale della Repubblica, che diventa dapprima museo Napoleone poi museo del Louvre, e amministratore delle arti. Nel 1805 Denon rilancia il progetto della colonna Vendôme che era stato sospeso nel 1803. Organizza spedizioni nell'Europa imperiale per raccogliere opere d'arte da trasportare nel museo del Louvre. A lui si devono la maggior parte delle spoliazioni napoleoniche. Nel 1814 Luigi XVIII lo conferma alla guida del Louvre. Denon si ritira nel 1815 per dedicarsi interamente all'incisione e alle sue collezioni private. Muore a Parigi nel 1825.

## Opere
- Calabria felix, trad. di Antonio Coltellaro, Rubbettino 2002 ISBN 88-498-0218-8
- Senza domani, 1777, (Les amants, trad. di Giovanni Mariotti, Franco Maria Ricci, 1973; Senza domani, trad. di Ena Marchi, Adelphi, 1989; trad. di Alfio Squillaci, Sedizioni, 2001; trad. di Gabriele Fredianelli, Barbès, 2008; trad. di . De Carolis, Portaparole 2013)
- Voyage pittoresque ou description des royaumes de Naples et de Sicile, Paris, 1781-1786, 5 voll.
- Voyage en Sicile, 1788 (Viaggio a Palermo, trad. di Laura Mascoli, introduzione di Carlo Ruta, Palermo, Edi.bi.si., 2000)
- Lettres à Isabelle Teotochi 1788-1816, Paris 1998 (Lettere inedite a Isabella Teotochi Albrizzi, introduzione e note di Mario Dal Corso, Padova, Centro Stampa Palazzo Maldura, 1979; Padova,  Alfasessanta, 1990)
- Voyage dans la Basse et la Haute Égypte pendant les campagnes du général Bonaparte, 1e éd.1802 - Le promeneur 1999 ISBN 2-07-075201-1
- Voyage au Royaume de Naples, Perrin 1997 (Viaggio nel regno di Napoli, 1777-1778, traduzione e commento di Teresa Leone, Napoli, Paparo edizioni, 2001)
- Sur l'expédition de Bonaparte en Égypte (Bonaparte in Egitto. Due cronache tra illuminismo e Islam,  scelta e commento di Mammoud Hussein, trad. di Vito Bianco, Manifestolibri, 2007)
- Monuments des arts du dessin, pubblicati e descritti da Amaury Duval, 1829
- Lettres à Bettine, a cura di Fausta Garavini, Arles, Actes Sud, 1999